# Issoria altissima
Issoria altissima är en fjärilsart som beskrevs av Henry John Elwes 1882. Issoria altissima ingår i släktet Issoria och familjen praktfjärilar. Inga underarter finns listade i Catalogue of Life.